# فقط ما دوتا
فقط ما دو نفر (به انگلیسی: Just the Two of Us) ترانه آراندبی سال ۱۹۸۱ گراور واشینگتن جونیور و بیل ویثرز است. این ترانه برای اولین بار در آلبوم نور شراب بیل ویترز منتشر شده‌است. این ترانه در فهرست ۱۰۰ ترانه برتر آن سال رتبه ۲ را بدست آورد و برای سه هفته در فهرست قرار داشت. بیل ویترز برای آلبوم بهترین ترانه‌های خود نسخه دیگری از آن را ضبط و منتشر کرد. این ترانه در عین حال جایزهٔ گرمی برای بهترین موسیقی آراندبی و موسیقی سول را برای خواننده‌اش به ارمغان آورد.